# Universo emergente
Un universo emergente es un modelo cosmológico que presenta al Universo en un estado "inactivo" de baja entropía antes del Big Bang o el comienzo de la inflación cósmica. Se han presentado varias propuestas y críticas de este tipo de escenarios en la literatura científica.

## Escenarios de "huevo cósmico"
Una versión popular propuesta por George Ellis y otros implica que el Universo tiene forma de esfera tridimensional (u otra variedad compacta ) hasta que un campo escalar rodante comienza a inflarlo. Estos modelos son notables porque potencialmente evitan tanto una singularidad del Big Bang como una era de gravedad cuántica.

## Crítica
Esta propuesta ha sido criticada por Aleksandr Vilenkin y Audrey T. Mithani y por diferentes motivos por Anthony Aguirre y John Kehayias por ser inconsistente si se tienen en cuenta los efectos mecánico-cuánticos, sin embargo, se ha sugerido que en escenarios más exóticos uno o ambos de estos problemas podrían evitarse.

## Escenario de la "cosmología de Rube Goldberg"
Uno de estos escenarios más exóticos de Universo emergente, apodado "cosmología de Rube Goldberg", presenta el Universo preinflacionario con la forma de un corredor con dos dimensiones finitas (compactadas) y dos ondas que viajan a lo largo de la tercera dimensión una hacia la otra desde la eternidad pasada a la velocidad de la luz (comparado por el autor con dos trenes cargados con explosivos que se dirigen a una colisión en la misma vía férrea) que inician la inflación o Big Bang al colisionar.